# Aleksandr Riepin
Aleksandr Iwanowicz Riepin (ros. Александр Иванович Репин, ur. 10 sierpnia?/23 sierpnia 1915 w Moskwie, zm. 19 marca 1982 w Lubiercach) – radziecki lotnik wojskowy w stopniu podpułkownika, Bohater Związku Radzieckiego (1944).

## Życiorys
Urodził się w rodzinie robotniczej. Skończył 7 klas i szkołę uniwersytetu fabryczno-zawodowego, pracował w fabryce. Od 1935 służył w Armii Czerwonej, w 1939 ukończył wojskową szkołę lotniczą w Czkałowie (obecnie Orenburg), od 22 czerwca 1941 uczestniczył w wojnie z Niemcami. Był kolejno lotnikiem, dowódcą klucza i zastępcą dowódcy eskadry w 749 od marca 1943: 9 gwardyjskiego) lotniczego pułku 7 Gwardyjskiej Dywizji Lotniczej 3 Gwardyjskiego Korpusu Lotniczego Lotnictwa Dalekiego Zasięgu. Bombardował Królewiec (trzykrotnie, 25 lipca 1942, 14 kwietnia 1943 i 28 kwietnia 1943), Budapeszt (22 kwietnia 1943), Warszawę (dwukrotnie, 21 sierpnia 1942 i 1 września 1942), Berlin (28 sierpnia 1942), Insterburg (22 kwietnia 1943) i Helsinki (dwukrotnie, 7 i 27 lutego 1944). Do lipca 1944 wykonał 251 lotów bojowych w celu bombardowania i dostarczania zaopatrzenia partyzantom. Łącznie miał wylatane 2040 godzin, w tym 1131 nocą i dniem 909. W 1955 zakończył służbę w stopniu podpułkownika.

## Odznaczenia
- Złota Gwiazda Bohatera Związku Radzieckiego (19 sierpnia 1944)
- Order Lenina (dwukrotnie, 18 sierpnia 1942 i 19 sierpnia 1944)
- Order Czerwonego Sztandaru (dwukrotnie, 31 grudnia 1942 i 28 sierpnia 1943)
- Order Czerwonej Gwiazdy

I medale.